# Metoda linii

Metoda linii – przykład, który przedstawia pochodzenie nazwy metody.

Metoda linii (ang. method of lines, MOL, NMOL, NUMOL) – technika numerycznego rozwiązywania równań różniczkowych cząstkowych. Polega ona na dyskretyzacji przestrzennej danego równania (najczęściej za pomocą metody różnic skończonych), co prowadzi do układu równań różniczkowych zwyczajnych na siatce przestrzennej, który można scałkować względem czasu za pomocą szeroko dostępnych metod numerycznych.
Pierwsze prace dotyczące metody linii zostały opublikowane w latach 60. XX wieku. W późniejszym okresie opublikowano szereg prac na temat stabilności w zastosowaniu do różnych typów równań różniczkowych cząstkowych. Nazwa metody pochodzi od tzw. całkowania wzdłuż linii. Mianowicie po dyskretyzacji przestrzennej całkowanie po czasie odbywa się dla wybranych punktów siatki przestrzennej. Jeśli otrzymane rozwiązanie zostanie przedstawione w płaszczyźnie {\displaystyle x-u(t,x),} to długości poszczególnych, równoległych do siebie linii przedstawiały będą ewolucję w czasie rozwiązania równania w wybranych punktach przestrzennych (patrz ilustracja obok).
Metoda linii może być również stosowana w przypadku eliptycznych równań różniczkowych cząstkowych, mimo braku pochodnej po czasie. W tym celu stosowane są tzw. metody całkowania w pseudoczasie (ang. false transient metod).